# Piero Gobetti editore

## Storia
Preceduta da un lungo lavoro preparatorio  la nascita della casa editrice fondata da Piero Gobetti fu annunciata nell'articolo Il nostro lavoro pubblicato nell’ottobre del 1922 su "La Rivoluzione liberale": 
(La Rivoluzione liberale, I/14, 21 maggio 1922)
La casa editrice, tra il 1923 e il 1926 pubblicò più di cento volumi. Tra i titoli più significativi, oltre a importanti scritti dello stesso Gobetti come Dal bolscevismo al fascismo: note di cultura politica (1923), La filosofia politica di Vittorio Alfieri (1923), Matteotti (1924), si ricorda la prima edizione di Una battaglia liberale: discorsi politici 1919-1923 di Giovanni Amendola (1924), La libertà di John Stuart Mill, con una prefazione di Luigi Einaudi (1924), Dal patto di Londra alla pace di Roma: documenti della politica che non fu fatta di Gaetano Salvemini (1925), Italia barbara di Curzio Malaparte (1925), la prima edizione degli Ossi di seppia di Eugenio Montale (1925), La rivoluzione meridionale di Guido Dorso (1925), Lo spaccio del bestione trionfante: stroncatura di Giovanni Gentile di Adriano Tilgher (1925), Pensiero antifascista di Luigi Sturzo (1926), Diritti di libertà di Francesco Ruffini (1926).